# Efenidina
La efenidina (abreviado, NEDPA y EPE) es un anestésico disociativo que se ha vendido en línea como droga de diseño. Es ilegal en algunos países como isómero estructural del fármaco opioide, también prohibido, lefetamina, pero se ha vendido en países donde aún no está prohibido uno o el otro.

## Farmacología

### Farmacodinámica
La efenidina y otras diariletilaminas relacionadas se han estudiado in vitro como tratamientos para las lesiones neurotóxicas y son antagonistas del receptor NMDA (Ki=66,4 nM específicamente para efenidina). La efenidina también posee una afinidad más débil por los transportadores de dopamina y norepinefrina (379 nM y 841 nM, respectivamente) así como por los sitios de unión de los receptores σ<sub id="mwLQ">1</sub>R (con 629 nM) y σ2R (722 nM).

### Metabolismo
La vía metabólica para la efenidina consta de una N-oxidación, N-desalquilación, mono- y bis-hidroxilación del anillo de benceno e hidroxilación del anillo de fenilo, el cual ocurre solo después de la N-desalquilación. En estudios de investigación, los metabolitos dihidroxilo pudieron ser conjugados por metilación de un grupo hidroxilo y los metabolitos hidroxilo fueron conjugados por glucuronidación o sulfatación.

## Química
La efenidina reacciona con complejos de prueba de reactivos para dar una gama de colores semi-única que puede usarse para ayudar a su identificación.
| Reactivo   | Color de reacción              |
| ---------- | ------------------------------ |
| Marqués    | Naranja > Marrón               |
| Mandelín   | Verde                          |
| Liebermann | Rojo intenso > Marrón (rápido) |
| Froehde    | Amarillo claro                 |

## Cultura y sociedad
La agencia de salud pública de Suecia sugirió que la efenidina se clasificara como sustancia peligrosa el 1 de junio de 2015. Debido a esa sugerencia, la efenidina se convirtió en una sustancia catalogada en Suecia a partir del 18 de agosto de 2015.
En Canadá, el MT-45 y sus análogos se convirtieron en sustancias controladas de la Lista I. La posesión sin autoridad legal puede resultar en un máximo de 7 años de prisión en ese país. Además, Health Canada modificó las Regulaciones de Alimentos y Medicamentos en mayo de 2016 para clasificar el AH-7921 como un medicamento restringido. Solo aquellos con una aplicación de la ley, una persona con un permiso de exención o instituciones con autorización del Ministro de Canadá pueden poseer la droga.